# Enterolobium cyclocarpum
Enterolobium cyclocarpum es una especie de árbol del orden Fabales, familia Fabaceae. Es un árbol nativo de América, de regiones tropicales y templadas cálidas. Constituye en una de las dos especies conocidas como "oreja de elefante" en varios países americanos, huanacaxtle, parota, pich, oreja de elefante en México, conacaste en El Salvador, Guatemala, guanacaste en Honduras, Nicaragua y Costa Rica, corotú en Panamá y otras partes, orejero, piñón de oreja o caracaro en Colombia y carocaro en Venezuela. Es una especie maderable y a veces se usa como árbol de ornato. Es el árbol nacional de Costa Rica desde el 31 de agosto de 1959, donde se le identifica además como símbolo de la provincia de Guanacaste.

## Etimología
El nombre común de «árbol de guanacaste» es una denominación proveniente de dos palabras del idioma náhuatl: quauh, árbol y nacastl, oreja, refiriéndose a la forma de su fruto, que recuerda una oreja humana.
El nombre del género al que pertenece, Enterolobium, lo describió Carl Friedrich Philipp von Martius.
El árbol se conoce por diversos nombres comunes en varios países. En el caso particular de México es donde hay más abundancia de apelativos según la región: agucastle, ahuacashle, bisayaga (zapoteco istmeño), cuanacaztle, nacashe, nacaste, nacastillo, nacastle, nacaztle (Oax.); cascabel, cascabel sonaja (Tamps.); cuanacaztli, cuaunacaztli (l. náhuatl); juana costa (nombre comercial); nacaxtle, orejón (Ver., S.L.P.); pich (Yuc.); piche (Tab.); cuytátsuic (l. popoluca, Ver); guanacaste, huanacaxtle, huienacaztle, huinacaxtle, huinecaxtli (Sin.); lash-matz-zi (l. chontal, Oax.); ma-ta-cua-tze, mo-cua-dzi. mo-ñi-no (l. chinanteca, Oax.); shma-dzi (l.chontal, Oax.); nacascuahuitl; parota (Mich., Gro., Jal., Col.); tutaján (l. mixteca, Oax.); pich (en la península de Yucatán); ya-chibe (l. zapoteca, Oax.) y tiyuhu (l. huasteca, S.L.P.).
En otros países de la región: corotú (Panamá); guanacaste (España, Guatemala, Honduras, Nicaragua, Costa Rica); guanacaste blanco, jarina o curú (Costa Rica); guanacaste de oreja o tuburus (Nicaragua); guanacaste negro (Honduras, Nicaragua); pit (Guatemala); conacaste (España, Guatemala, el Salvador) y tubroos (Belice). En España, donde es una especie introducida, también se le conoce como conacaste negro y caro hembra.

## Descripción

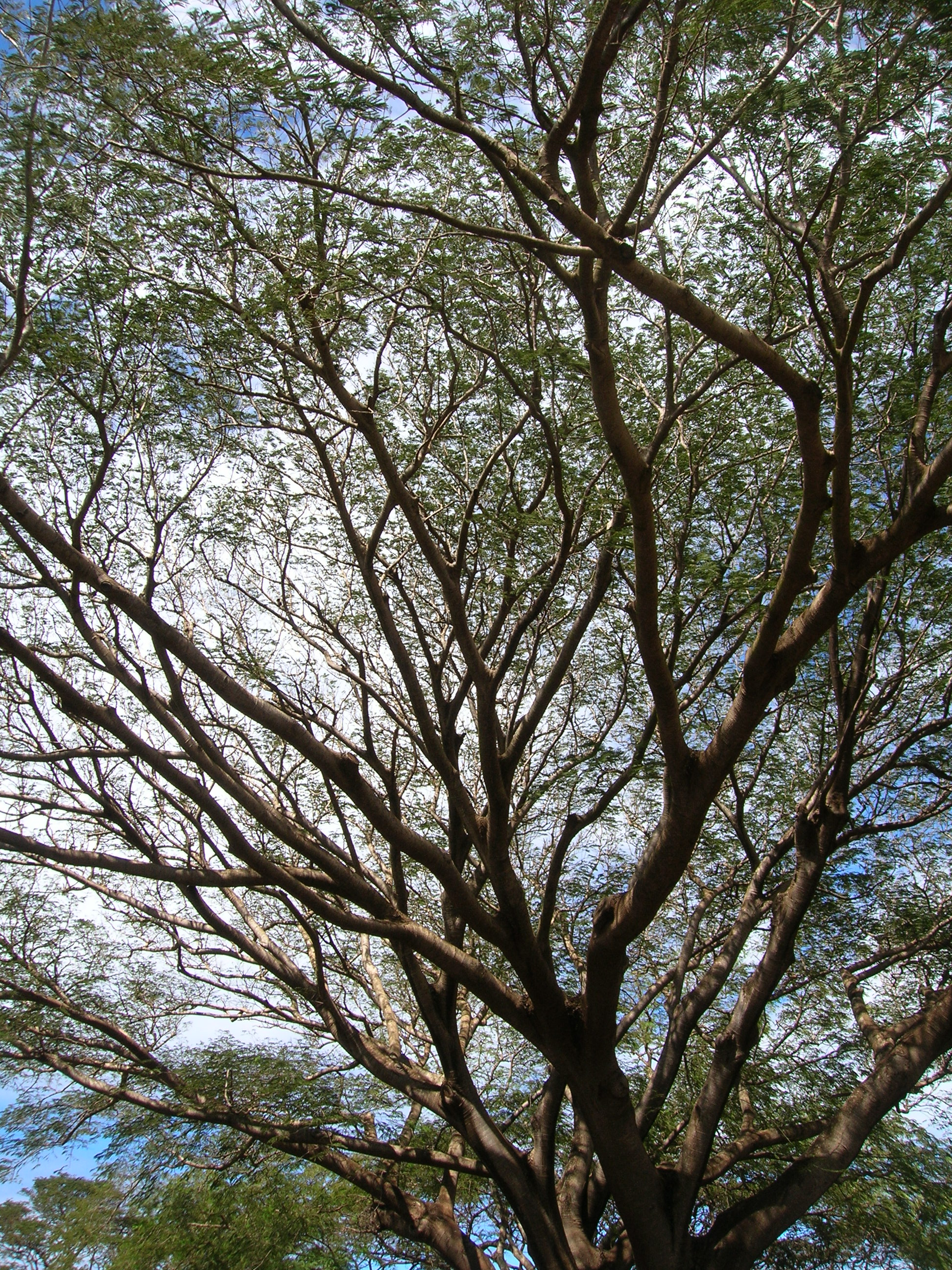
Ramas

Es un árbol muy alto y muy ancho que se relaciona con la presencia de un río debajo de sus grandes troncos, por lo que a menudo tiene la apariencia de un samán, del que se diferencia por ser más alto y abierto, es decir, menos achaparrado y también por sus frutos. El fruto en legumbre tiene forma de círculo helicoidal, de modo que el ápice toca casi con la base. El tronco puede alcanzar 16 dm de ancho, y hay ejemplares de 4 m de diámetro. Alcanza alturas de 16 a 28 m con una gran expansión del ramaje. Las hojas recuerdan al tamarindo.
Forma
Árbol grande y llamativo, caducifolio, de 20 a 30 m (hasta 45 m) de altura, con un diámetro a la altura del pecho hasta de 3 m.
Copa/hojas
Copa hemisférica. El follaje es abundante, dando a la amplia copa una forma más ancha que alta. Libre de competencia por la luz puede alcanzar grandes diámetros.
Hojas bipinnadas con cuatro a quince pares de pinnas opuestas, miden de 15 a 40 cm de largo; folíolos numerosos (quince a treinta pares por pinna) de color verde brillante que se pliegan durante la noche.
Tronco/ramas
Tronco derecho y a veces con pequeños contrafuertes en la base. Ramas ascendentes.
Corteza
Externa lisa a granulosa y a veces ligeramente fisurada, gris clara a gris pardusca, con abundantes lenticelas alargadas, suberificadas, dispuestas longitudinalmente. "Interna" de color crema rosado, granulosa, con exudado pegajoso y dulzón. Grosor: 2 a 3 cm.
Flor(es)
En pequeñas cabezuleas pedunculadas axilares, de 1,5 a 2 cm de diámetro, sobre pedúnculos de 1,5 a 3,5 cm de largo. Flores actinomórficas, cáliz verde y tubular; corola verde clara, de 5 a 6 mm de largo.
Fruto(s)

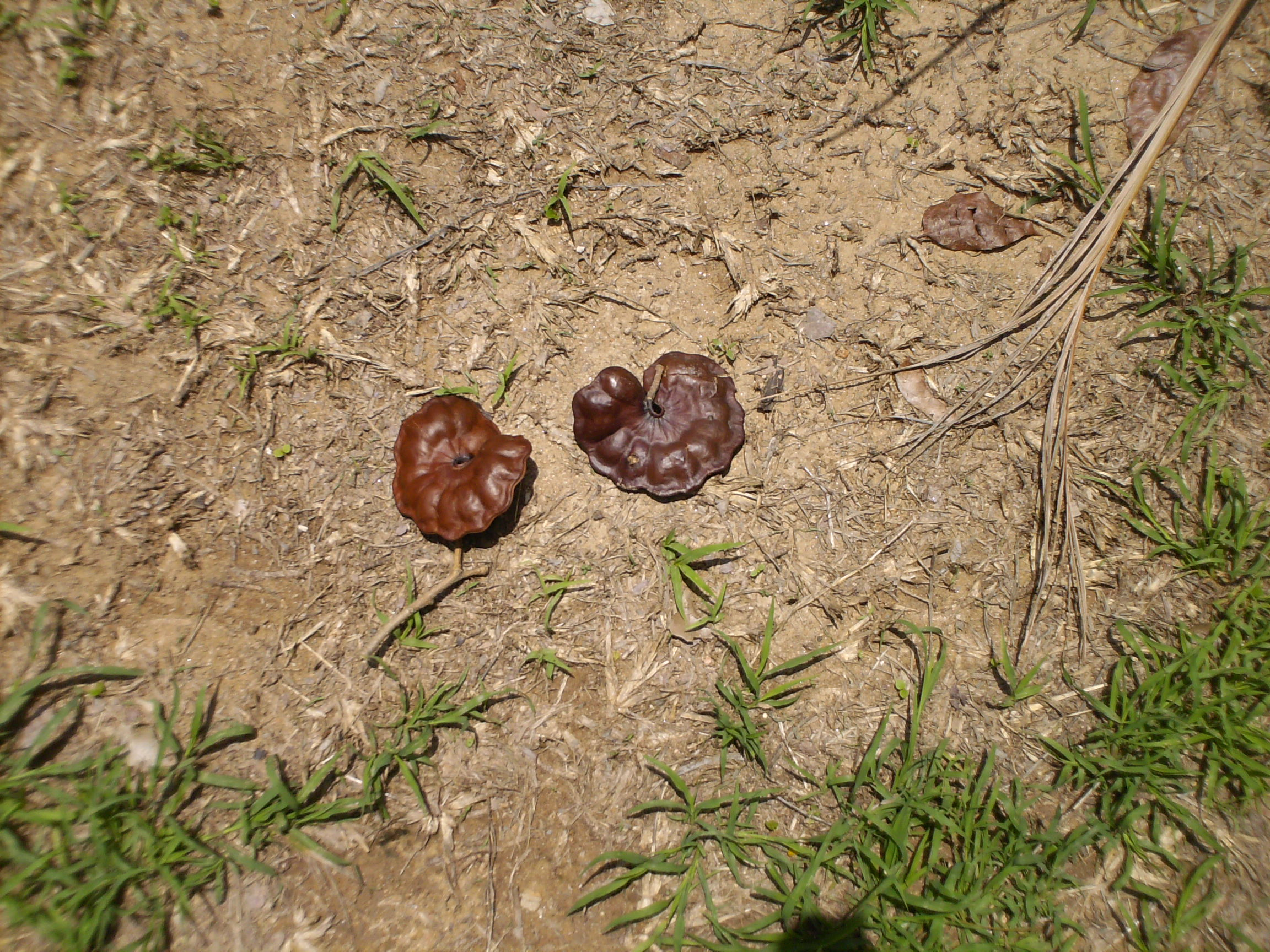
Frutos del Enterolobium cyclocarpum mostrando la forma circular (más bien, en espiral), que explica el nombre científico de la especie. Tienen un diámetro de unos 10 cm y pueden verse las prominencias de las semillas en su interior

Fruto característico de la especie. Consiste en una vaina circular indehiscente, de 7 a 15 cm de diámetro, aplanada y enroscada, leñosa, moreno oscura, brillante, de sabor dulce. Contiene de diez a quince semillas.
Semilla(s)
Semillas grandes, ovoides y aplanadas, de 2,3 por 1,5 cm, morenas y brillantes con una línea pálida con la forma del contorno de la semilla, rodeadas por una pulpa esponjosa y fibrosa de olor y sabor dulce.
Presentan una testa extremadamente dura que impide la germinación hasta que una modificación estructural permita la hidratación del embrión.
Raíz
Sistema radical extenso y profundo.
Sexualidad
Hermafrodita.
Número cromosómico
2n = 26.

## Germinación
Las semillas de Enterolobium cyclocarpum (conocido comúnmente como guanacaste) son relativamente fáciles de germinar, con un tiempo estimado de tres a cuatro semanas en condiciones naturales, o de una a dos semanas con asistencia.
Para acelerar el proceso de germinación, una técnica común consiste en sumergir las semillas en agua hirviendo durante 30 a 45 segundos, retirarlas de inmediato y colocarlas en agua fría. Este tratamiento térmico ayuda a ablandar la cubierta externa de la semilla. Posteriormente, se recomienda sembrarlas a una profundidad de aproximadamente 2 cm en un sustrato bien drenado o arenoso, y regarlas una vez al día hasta que la plántula alcance una altura de 10 cm.
Otra técnica efectiva consiste en lijar suavemente la parte lateral clara de la semilla con una lima pequeña, teniendo cuidado de no dañar el embrión. Luego, se puede aplicar el mismo tratamiento de inmersión en agua caliente por unos segundos. El cambio brusco de temperatura provoca microfracturas en la cubierta de la semilla, facilitando la absorción de humedad por parte del embrión.
Una opción menos recomendada es fracturar la semilla con un golpe de martillo, ya que existe un alto riesgo de dañar el embrión internamente, lo que puede impedir una germinación saludable.

## Distribución

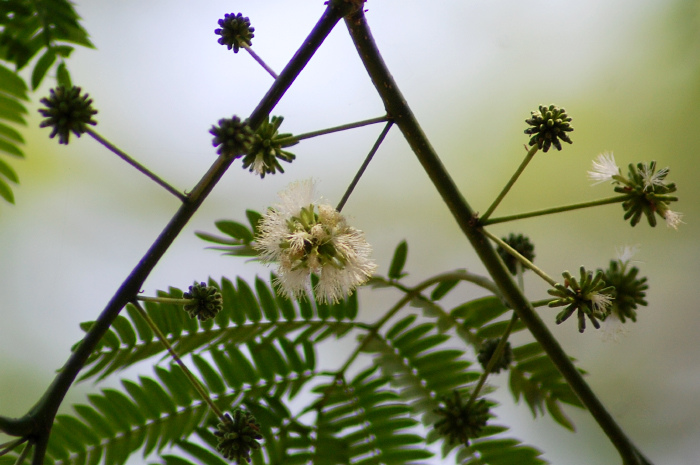
Detalle de la planta

Originaria de América tropical. Se extiende desde el oeste y sur de México a través de Centroamérica hasta el norte de Sudamérica (Venezuela y Brasil). También se le encuentra en Jamaica, Cuba, Trinidad y Guyana. Ha sido introducida a otras regiones tropicales. Se desarrolla en regiones costeras y a lo largo de ríos y arroyos. Su hábitat propicio es de baja elevación (por debajo de los 500 m). Presenta su mejor desarrollo en los suelos conocidos como vertisol pélico y vertisol gleyco (FAO). Suelos: arenoso-arcilloso, arenoso, negro.()

## Usos
- Parota Wood TableAdhesivo [exudado (látex)]. Gomas.

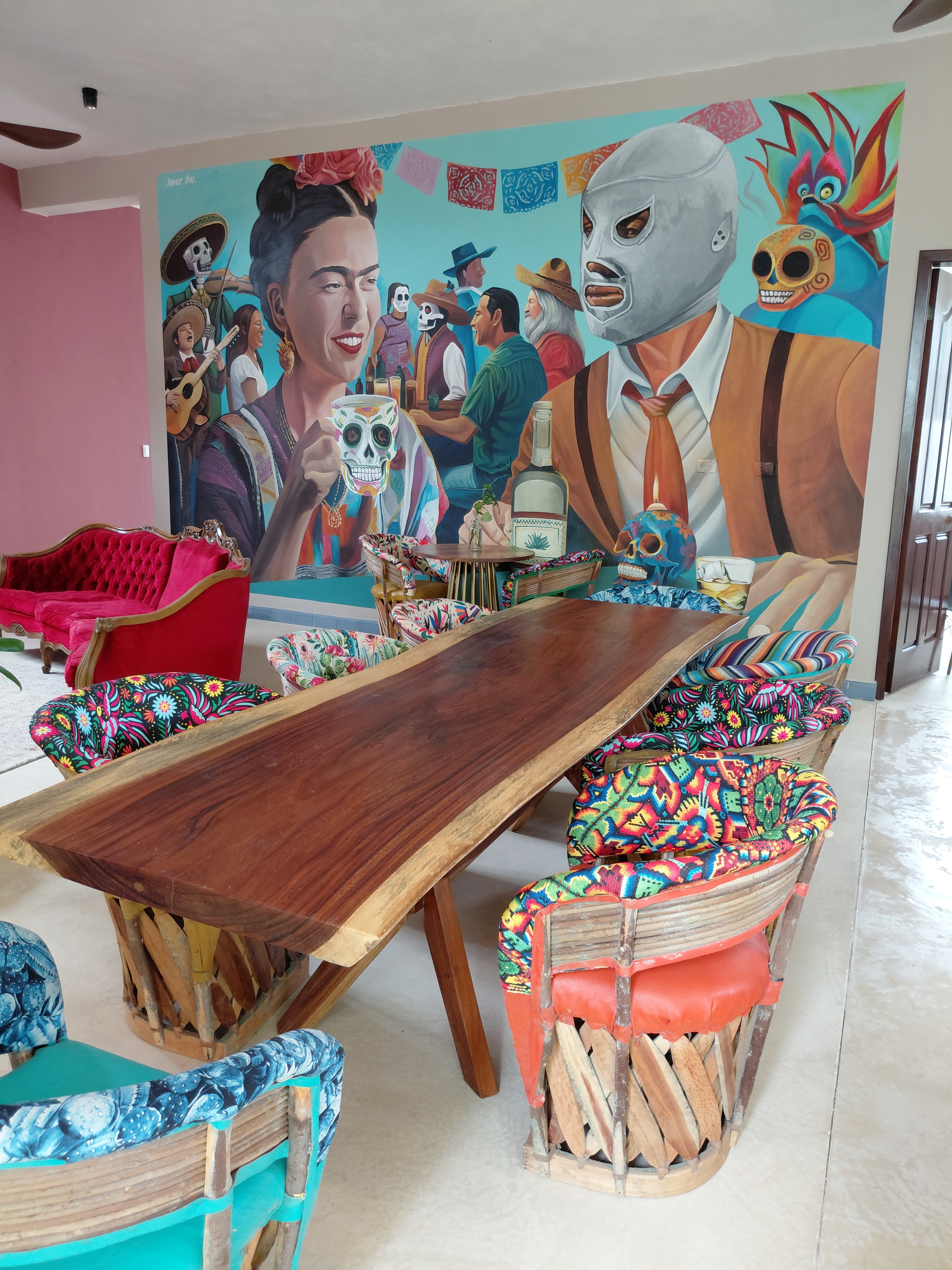
Parota Wood Table

- Artesanal [madera]. Especie maderable de importancia artesanal. Se elaboran juguetes y artículos torneados.
- Combustible [madera, fruto]. Carbón. Los frutos maduros contienen un jugo gomo-resinoso que mezclado con la pulpa del mismo previamente macerada sirve para fabricar aglomerados de carbón. Produce buena leña muy usada en los hogares e industrias rurales. Uno de los beneficios más importantes es la leña. Tiene un poder calórico de 18 556 kj/kg, lo que la ubica como especie recomendada como fuente energética.
- Comestible [semilla]. Especie susceptible de aprovecharse como futuro recurso alimenticio. La composición de aminoácidos de la semilla es comparable a la de algunas harinas como la de trigo. La almendra ( posee diecisiete aminoácidos. Las semillas se comen tostadas y son tan alimenticias como los frijoles. Ricas en proteínas (32 a 41 %). Contienen hierro, calcio, fósforo y 234 mg de ácido ascórbico. En algunos sitios se consumen las semillas en salsas y sopas y como sustituto de café. En Colombia, sobre todo en la costa Atlántica, se hacen dulces con la semilla especialmente en la época de Semana Santa.
- Construcción [madera]. Construcción rural.
- Curtiente [corteza, semilla, fruto]. El tanino se utiliza para curtir pieles.
- Forrajero [tallo joven, fruto, semilla, hoja]. Excelente árbol forrajero. Las semillas contienen 36 % de proteína. Se emplean como forraje y complemento alimenticio para ganado bovino, porcino, caprino y equino. Se aprovecha mediante ramoneo y corte de ramas. Debido a la altura del árbol no es muy apetecido por el ganado vacuno.
- Implementos de trabajo [madera]. Implementos agrícolas.

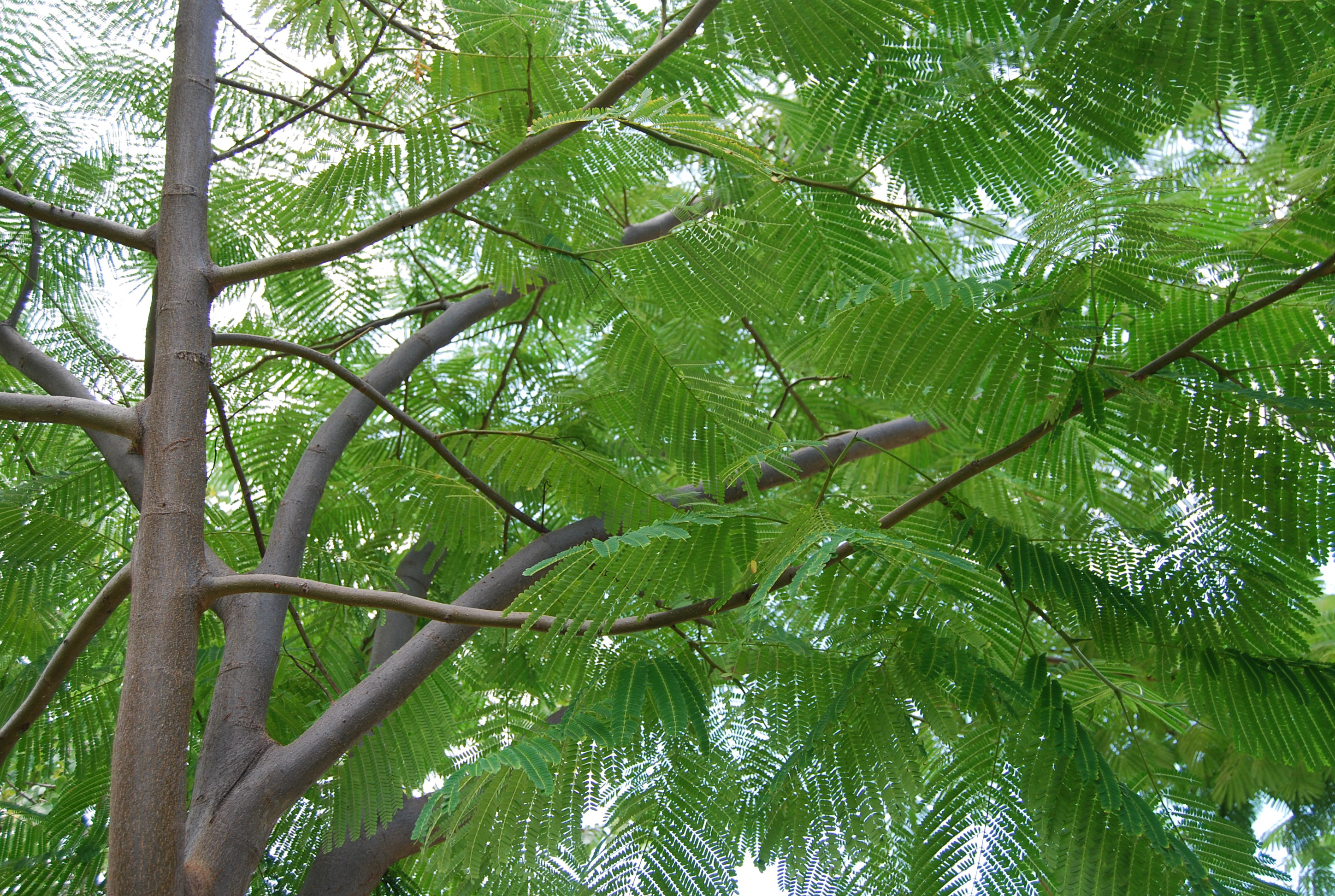
Vista de las hojas

- Maderable [madera]. Madera aserrada, lambrín, chapa y triplay, paneles, carretas, ruedas, carpintería y ebanistería, fabricación de canoas y embarcaciones ligeras por ser muy resistente al agua, muebles, acabados de interiores, duelas. Algunas personas son alérgicas al polvo de la madera, el cual tiene un olor desagradable y algo picante.
- Medicinal [corteza, tronco (exudado), corteza, raíz, fruto]. La corteza se usa en infusiones o en vainas para curar el alforre o sarpullido; es depurativa. La goma que exuda el tronco (“goma de caro”) es empleada como remedio para la bronquitis y el resfriado en varias partes del país. Los frutos verdes son astringentes y se utilizan en casos de diarrea.
- Raíz: gálico sanguíneo.
- Melífera [flor]. Apicultura.
- Saponífera [fruto (vaina)]. La pulpa de las vainas verdes se usa como sustituto del jabón para lavar ropa (produce saponinas).
- Uso doméstico [madera]. Utensilios de cocina. Su madera presenta gran durabilidad y es fácil de trabajar.

## Propiedades
En los estados de México, Sonora y Veracruz, se emplea esta planta en padecimientos respiratorios como resfríos y bronquitis, además de utilizarse como antigripal. Los remedios se preparan con diversas partes de la planta como los frutos, la goma y la corteza, (en jarabe) así como el extracto de la planta.
También se usa contra las hemorroides, el glico sanguíneo, la diarrea, como depurativo y para la buena digestión.
Historia
En el siglo XVI, Martín de la Cruz le adjudica los siguientes usuarios: ”el que administra la República” ”el viajero”. El Códice Florentino reporta: ”tomada para el que escupe sangre y para los que tienen cerrada la cámara” (estreñimiento). Francisco Hernández de Toledo indica: ”se prepara con él una tinta muy buena y se agrega el cacaóatl para tonificar las entrañas”. A finales del mismo siglo, Juan de Cárdenas menciona: ”Agregada al chocolate da buen olor, fragancia y suavidad y como toda medicina aromática de su naturaleza sea cordial, esta bebida refuerza y conforta la virtud vital ayudando a engendrar espíritu de vida. Tiene partes estéticas y confortativas, mediante todo lo cual conforta el hígado, ayuda a la digestión del estómago, destirpando toda ventosidad y malos humores que en sí tenga el estómago y esto también hace con ciertas partes sutiles que tiene, mediante las cuales provoca el menstruo y la orina”.
Más información la encontramos hasta el siglo XX, cuando Maximino Martínez la cita como: anticatarral, contra la bronquitis y hemorroides.
Química
En la corteza del tallo se han detectado los triterpenos ácido betulínico y veracruzol; el ácido machaerínico en la planta completa, y en la pulpa del fruto, lactona.
Farmacología
Se comprobó actividad antibacteriana en un extracto metanólico del tallo de la planta frente a las especies Escherichia coli y Staphylococcus aureus.

## Taxonomía
Enterolobium cyclocarpum fue descrita por (Jacq.) Griseb. y publicado en Flora of the British West Indian Islands 226. 1860.
Sinónimos
- Albizia longipes Britton & Killip
- Enterolobium cyclocarpa (Jacq.) Griseb.
- Feuilleea cyclocarpa (Jacq.) Kuntze
- Inga cyclocarpa (Jacq.) Willd.
- Mimosa cyclocarpa Jacq.
- Mimosa parota Sesse & Moc.
- Pithecellobium cyclocarpum (Jacq.) Mart.
- Prosopis dubia Kunth
- Prosopis dubia Guill. & Perr.[6]

## En la cultura popular
El árbol de guanacaste aparece en el logotipo del Instituto Nacional de Seguros, aseguradora estatal de Costa Rica.
A partir del año 2011, al árbol de guanacaste aparece retratado en el reverso de los billetes de ₡1.000 de Costa Rica, junto con otro símbolo nacional de este país centroamericano, el Venado Cola Blanca.